# 松音知駅

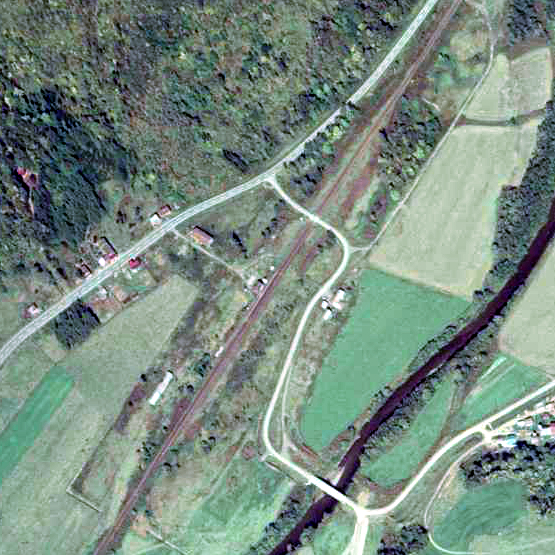
1977年の松音知駅と周囲約500m範囲。上が中頓別方面。貨物取扱廃止及び無人化後で、側線は全て撤去され駅舎ホーム側へ棒線化されている。ここも木材搬出駅で、かつては駅裏のストックヤードに沢山の木材が野積みされていた。取り扱う貨物がなくなり、ヤードが使用されなくなって、踏切の位置も駅近くに設置し直されている。

松音知駅（まつねしりえき）は、北海道（宗谷支庁）枝幸郡中頓別町字松音知にかつて存在した、北海道旅客鉄道（JR北海道）天北線の駅（廃駅）である。電報略号はマネ。事務管理コードは▲121905。

## 歴史
- 1916年（大正5年）10月1日 - 鉄道院宗谷線小頓別駅 - 中頓別駅間延伸に伴い開業（一般駅）[4]。
- 1919年（大正8年）10月20日 - 路線名が宗谷本線に改称され、それに伴い同線の駅となる。
- 1930年（昭和5年）4月1日 - 音威子府駅 - 稚内駅間を宗谷本線から削除し路線名を北見線に改称、それに伴い同線の駅となる。
- 1949年（昭和24年）6月1日 - 公共企業体である日本国有鉄道に移管。
- 1961年（昭和36年）4月1日 - 路線名を天北線に改称、それに伴い同線の駅となる。
- 1973年（昭和48年）9月17日 - 貨物・荷物の取り扱いを廃止し[5]、交換設備の運用を停止。同時に無人駅化[6]。
- 1987年（昭和62年）4月1日 - 国鉄分割民営化により、北海道旅客鉄道（JR北海道）の駅となる[1]。
- 1989年（平成元年）5月1日 - 天北線の全線廃止に伴い、廃駅となる[1]。

### 駅名の由来
当駅付近の頓別川東側に2つの独立峰があり、それぞれアイヌ語で「ピンネシㇼ（pinne-sir）」（男である・山）、「マッネシㇼ（matne-sir）」（女である・山）と対になって呼ばれていた。当駅はそのうち後者から名づけられたものである。

## 駅構造
廃止時点で、1面1線の単式ホームを有する地上駅であった。ホームは、線路の北西側（南稚内方面に向かって左手側）に存在した。分岐器を持たない棒線駅となっていた。かつては2面2線の相対式ホームを有する、列車交換可能な交換駅であった。
無人駅となっていたが、有人駅時代の駅舎が残っていた。駅舎は構内の北西側に位置し、ホームに接していた。構内は周囲より高台に位置していたため駅舎は高床式になっており、駅前広場から駅舎出入口までは木の階段を上る必要があった。

## 駅周辺
山の中にあった。
- 国道275号（頓別国道）
- 松音知神社[10]
- 頓別川[10]
- 松音知岳 - 駅の南西。標高528m[10]。
- 宗谷バス天北宗谷岬線「松音知」停留所

## 利用状況
乗車人員の推移は以下のとおり。年間の値のみ判明している年については、当該年度の日数で除した値を括弧書きで1日平均欄に示す。乗降人員のみが判明している場合は、1/2した値を括弧書きで記した。
| 年度               | 乗車人員 | 乗車人員 | 出典   | 備考 |
| 年度               | 年間     | 1日平均  | 出典   | 備考 |
| ------------------ | -------- | -------- | ------ | ---- |
| 1921年（大正10年） |          | 62       | [ 11 ] |      |
| 1935年（昭和10年） |          | 31       | [ 11 ] |      |
| 1953年（昭和28年） |          | 82       | [ 11 ] |      |
| 1978年（昭和53年） |          | 12       | [ 12 ] |      |

## 駅跡

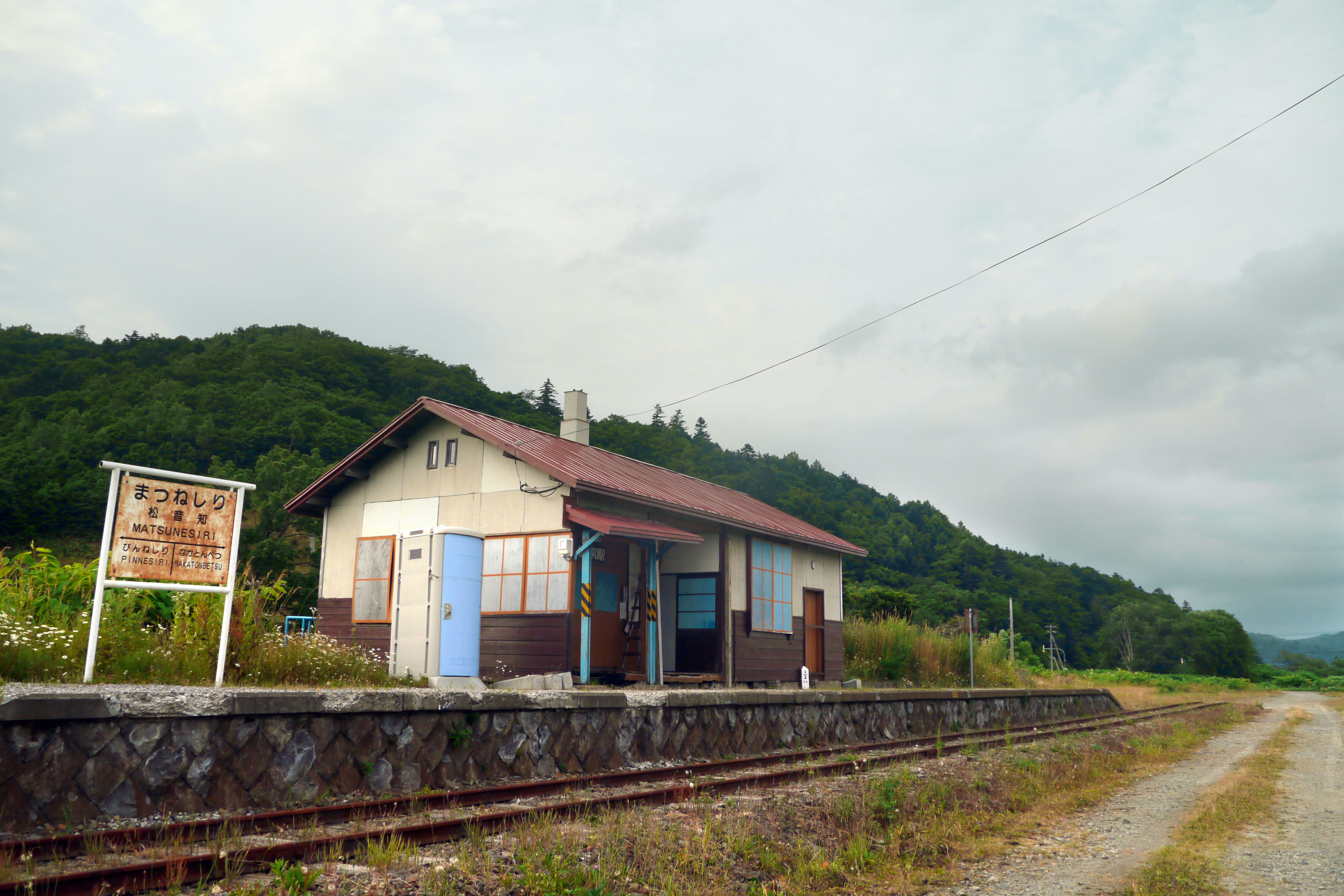
保存されている松音知駅(2011年8月5日)

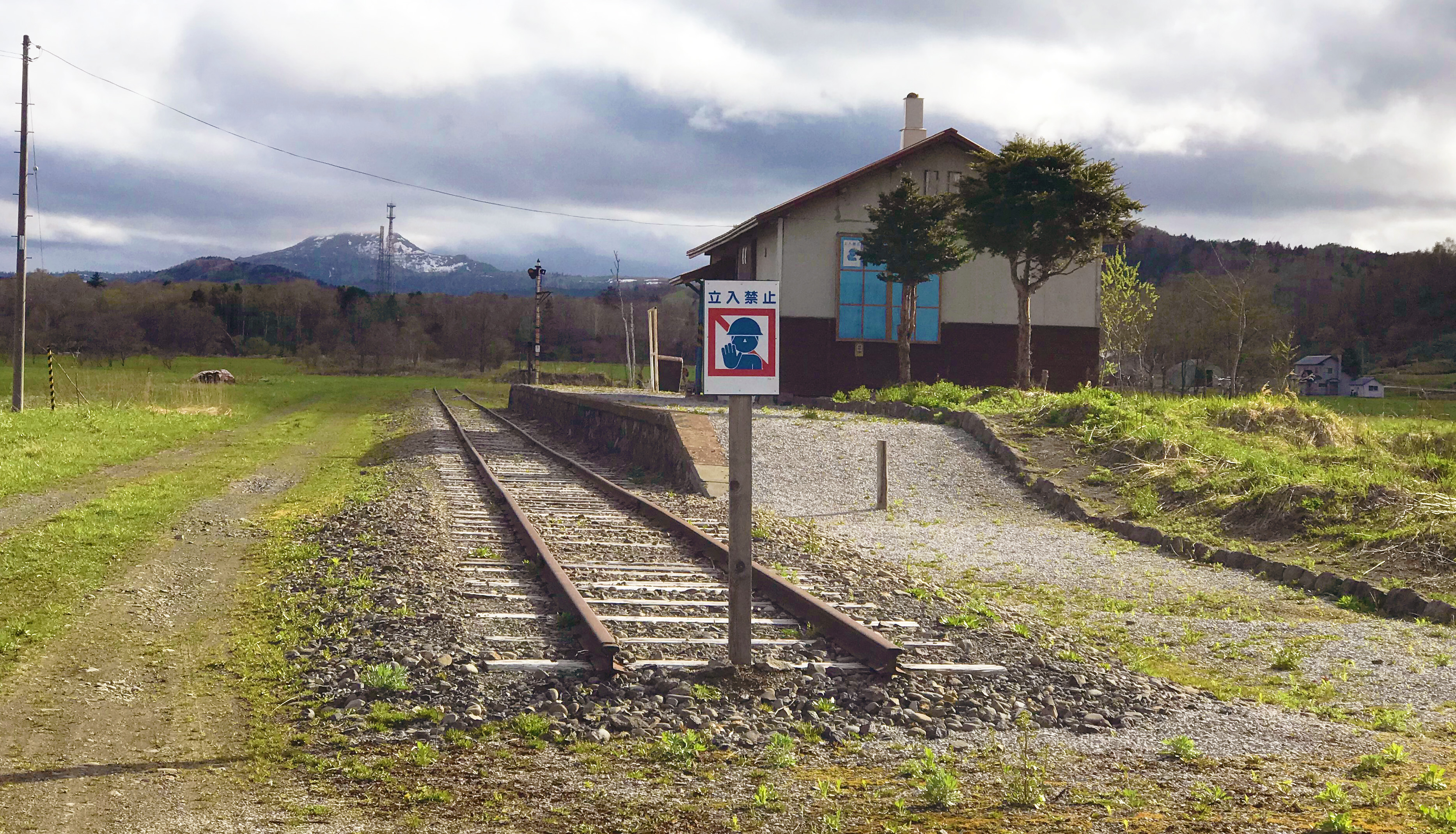
松音知駅(2019年5月11日)

1997年（平成9年）時点では地元住民曰く個人の別荘になっており、駅舎・ホーム・レール・腕木式信号機が残され、ほぼ現役当時の姿を保っていた。2010年（平成22年）時点でも同様で、この時点で旧天北線の駅舎では唯一、現存する駅舎となっていた。2011年（平成23年）時点でも同様であったが、地元の人々による保存で、駅舎は模擬展示とのことである。開口部は模造で、駅舎内に立ち入ることは不可能となっている。
現在の所有者は、敷地内立ち入りおよび撮影禁止を表明している。

## 隣の駅
北海道旅客鉄道
天北線
周磨駅 - 松音知駅 - 上駒駅